# Hideaway Girl
Hideway Girl è un film del 1936 diretto da George Archainbaud.